# David Ledecký
David Ledecký (ur. 24 lipca 1993 w Brandýsie nad Labem-Starej Boleslavi) – czeski piłkarz występujący na pozycji napastnika w FC MAS Táborsko.

## Kariera klubowa
Grę w piłkę nożną rozpoczął w wieku 7 lat w akademii Sparty Praga. W 2011 roku włączono go do kadry zespołu B. W 2012 roku wypożyczono go do SK Hlavice (ČFL), natomiast rok później do FK Baumit Jablonec, gdzie grał w Lidze Juniorskiej oraz rezerwach. Latem 2014 roku przeniósł się on do 1. SC Znojmo, gdzie rozpoczął regularne występy i przez 2 lata rozegrał na poziomie 2. ligi 58 spotkań, w których zdobył 18 bramek.
We wrześniu 2016 roku podpisał trzyletnią umowę z Górnikiem Zabrze (I liga), prowadzonym przez Marcina Brosza. W swoim pierwszym meczu przeciwko Olimpii Grudziądz (2:1) zdobył zwycięska bramkę. W sezonie 2016/17, w którym zdobył 5 goli w 25 występach, wywalczył on z Górnikiem awans do Ekstraklasy. 15 lipca 2017 zadebiutował w niej w wygranym 3:1 spotkaniu z Legią Warszawa, wchodząc na boisko w 62. minucie za Damiana Kądziora. W rundzie jesiennej sezonu 2017/18 pełnił funkcję zmiennika Igora Angulo i Łukasza Wolsztyńskiego oraz występował jednocześnie w trzecioligowych rezerwach. W lutym 2018 roku został wypożyczony na 3 miesiące do Odry Opole (I liga), gdzie zaliczył 11 meczów, w których nie zdobył żadnej bramki. W lipcu 2018 roku odbył testy w FC Hradec Králové. W tym samym miesiącu podpisał kontrakt z Dynamem Czeskie Budziejowice (FNL).